# La Salina
La Salina è un'isola (30.730 m²) della Laguna Veneta nord-orientale, posta nei pressi di Lio Piccolo.

## Storia
Fu parte di Ammiana, importante centro nell'Alto Medioevo poi decaduto e scomparso. Nell'899 i frati del monastero di Santo Stefano di Altino, in fuga dagli Ungari, vi fondarono il nuovo convento dei Santi Felice e Fortunato. Verso la metà del XV secolo le mutate condizioni ambientali costrinsero anche gli ultimi monaci rimasti a stabilirsi a Venezia (dove fondarono il chiostro di San Filippo e Giacomo).
Nel 1844 l'isola, allora denominata Motta di San Felice, venne scelta come sede di una salina. L'importante impianto fu completato nel 1857 e durante i lavori riemersero le fondazioni dell'antica pieve. Nel 1913 la salina cessò di funzionare e la zona fu abitata da alcune famiglie contadine che si dedicarono all'orticoltura e alla pesca.
Di nuovo abbandonata nel secondo dopoguerra, nel 1992 è stata recuperata da privati per svolgervi attività agrituristiche e ittiche.